# Annastraat (Utrecht)
De Annastraat is een straat in het centrum van de Nederlandse stad Utrecht. Ze loopt vanaf de Korte Minrebroederstraat naar de Domstraat.

## Geschiedenis
De straat bestond mogelijk reeds rond 1300. In de late middeleeuwen stond in de Annastraat het Vleeshuis. In deze straat woonachtige penswijven verwerkten er tevens ingewanden.
De straat werd ook wel de Vuilsteeg genoemd, hetzij naar de herberg "De Vuyl" (de uil), ofwel vanwege de stank en/of het afval.
Hoewel er in 1339 een verbod kwam voor de penswijven werd de bijnaam voor de straat nog tot in de 19e eeuw gebruikt. Na de moord in 1425 door slagers op onder meer de burgemeester Beernt Proys werd de Vleeshal opgesplitst en verhuisd naar de verder van het stadhuis gelegen Voorstraat waar aan de Grote Vleeshuis zat en de Lange Nieuwstraat waaraan de Kleine Vleeshal heeft gezeten. Het oude vleeshuis werd daarbij herbestemd naar gevangenis.
In de Annastraat staan anno 2008 14 monumenten. De Sint-Willibrordkerk kent een zijingang op deze straat.
Ooit stond er in de Annastraat een nachtkroeg, open van 23 tot 5. De contributie bedroeg 1 gulden per jaar. Er was in die tijd een gedichtje over deze kroeg
In de nachtkroeg moet je wezen,
In de nachtkroeg moet je zijn;
En daar zit je zonder vrezen
Bij een glaasje medicijn
Bij de meisjes die er komen
Ben ik overal bekend
Als ik doodga zonder pijn,
Zullen mijn laatste woorden zijn:
'In de nachtkroeg was het fijn!'
3e Buurkerksteeg ·
A.B.C.-straat ·
Abraham Dolesteeg ·
Achter de Dom ·
Achter St.-Pieter ·
Agnietenstraat ·
Ambachtstraat ·
Annastraat ·
Bakkerstraat ·
Breedstraat ·
Boothstraat ·
Boterstraat ·
Brigittenstraat ·
Bijlhouwerstraat ·
Catharijnekade ·
Catharijnesingel ·
Choorstraat ·
Croeselaan ·
Domplein ·
Domstraat ·
Donkere Gaard ·
Donkerstraat ·
Dorstige Hartsteeg ·
Drakenburgstraat ·
Drieharingstraat ·
Drift ·
Eligenstraat ·
Ganzenmarkt ·
Geertekerkhof ·
Hamburgerstraat ·
Hamsteeg ·
Hanengeschrei ·
Hardebollenstraat ·
Haverstraat ·
Hekelsteeg ·
Herenstraat ·
Hoogt ·
Jaarbeursplein ·
Jacobsgasthuissteeg ·
Jacobijnenstraat ·
Jansdam ·
Janskerkhof ·
Jansveld ·
Jodenrijtje ·
Keistraat ·
Keizerstraat ·
Kintgenshaven ·
Kleine Slachtstraat ·
Korte Jansstraat ·
Korte Lauwerstraat ·
Korte Minrebroederstraat ·
Korte Nieuwstraat ·
Korte Smeestraat ·
Kromme Nieuwegracht ·
Lange Elisabethstraat ·
Lange Jansstraat ·
Lange Jufferstraat ·
Lange Lauwerstraat ·
Lange Nieuwstraat ·
Lange Smeestraat ·
Lange Viestraat ·
Lauwersteeg ·
Leidseveer ·
Lichte Gaard ·
Loeff Berchmakerstraat ·
Lucasbolwerk ·
Lijnmarkt ·
Mariahoek ·
Mariaplaats ·
Massegast ·
Minrebroederstraat ·
Moreelsepark ·
Muntstraat ·
Neude ·
Nicolaas Beetsstraat ·
Nieuwegracht ·
Nobeldwarsstraat ·
Nobelstraat ·
Oudegracht ·
Oudkerkhof ·
Paardenveld ·
Pieterskerkhof ·
Pieterstraat ·
Plompetorenbrug ·
Plompetorengracht ·
Potterstraat ·
Predikherenkerkhof ·
Predikherenstraat ·
Ridderschapstraat ·
Servetstraat ·
Slachtstraat ·
St.-Jacobsstraat ·
Springweg ·
Stadhuisbrug ·
Steenweg ·
Sterrenburg ·
Strosteeg ·
Telingstraat ·
Tolsteegbarrière ·
Tolsteegbrug ·
Trans ·
Twijnstraat en Twijnstraat aan de Werf ·
Van Asch van Wijckskade ·
Vinkenburgstraat ·
Vismarkt ·
Voetiusstraat ·
Voorstraat ·
Vredenburg ·
Waterstraat ·
Wed ·
Wittevrouwenstraat ·
Wijde Begijnestraat ·
Zadelstraat ·
Zakkendragerssteeg ·
Zuilenstraat ·
Zwaansteeg